# Centennial Olympic Stadium
 (mars 2025).
Si vous disposez d'ouvrages ou d'articles de référence ou si vous connaissez des sites web de qualité traitant du thème abordé ici, merci de compléter l'article en donnant les références utiles à sa vérifiabilité et en les liant à la section « Notes et références ».
Le Centennial Olympic Stadium était un stade de 85 000 places construit à Atlanta pour les Jeux olympiques d'été de 1996.

## Histoire
Il accueillit les Jeux olympiques en premier temps et fut ensuite en 1997, reconverti en stade de baseball, le Turner Field domicile des Atlanta Braves.
En 2017, le stade est alors reconverti, pour la seconde fois en 20 ans, pour en faire l'enceinte de l'équipe de football américain de Panthers de Georgia State, le Center Parc Stadium.